# 新若戸道路
新若戸道路（しんわかとどうろ）は、福岡県北九州市若松区を起点とし同市戸畑区に至る延長4.5 kmの地域高規格道路である。北九州市道安瀬戸畑1号線であり、一般有料道路「若戸トンネル」として北九州市道路公社が若松区北浜1丁目 - 戸畑区新池3丁目の2.3 kmを管理する有料道路の名称でもあった。

## 概要
第1期区間（若松区北浜1丁目 - 戸畑区新池3丁目、2.3km）と第2期区間（若松区大字安瀬 - 若松区北浜1丁目、2.2k m）に分かれ、若戸トンネルを含む第1期区間が2012年9月15日に開通した。第1期区間の全体事業費は1000億円であり、その内訳は、国の港湾事業 750億円、北九州市の街路事業 210億円、北九州市道路公社の有料道路事業 40億円である。第2期区間は2022年3月時点で事業化されていない。
第1期区間は開通当初、北九州市道路公社の管理する一般有料道路であったが、2018年12月1日午前0時から無料開放された。ETCは北九州高速道路への乗り継ぎの場合のみ利用可能であった。
現在開通している区間は自動車専用道路に指定されており、歩行者、軽車両（自転車等）、原動機付自転車及び小型自動二輪車（125cc以下）は通行できない。また、水底トンネルであることから、危険物を積載する車両の通行が禁止又は制限されている。

### 第1期区間
従前より北九州市中心部と若松区中心部を結ぶ唯一の道路であった若戸大橋が、若松区北部の開発等による交通量の増大で朝夕に慢性的に渋滞するようになり、その抜本的解決策として本道路の建設が計画された。また若戸大橋が災害等で不通になった場合の迂回路確保のため、トンネルとされた。
延長2.1 km、道路規格は第2種第2級（自動車専用道路）、4車線、設計速度60 km/hである。洞海湾を横断する区間は776 mのトンネルで、このうち海底部分557 mは沈埋トンネルとなっている。
洞海湾横断部分（海底トンネル・陸上トンネル）の建設は国土交通省九州地方整備局北九州港湾・空港整備事務所、戸畑側の道路部分の建設は北九州市、トンネル設備・舗装・料金所等の工事は北九州市道路公社が行った。
なお、戸畑側には若戸トンネル（2.1 km）に接続して、第4種第1級の街路が同時に供用された。
トンネル部分の名称については公募により、「若戸トンネル」に決定した。
若戸トンネルを含む新若戸道路は、2012年9月15日に開通した。通行料金は若戸大橋と同額に設定された。
若戸トンネル料金所から東、北九州高速2号線に接続しているランプウェイ（Aランプ及びCランプ）は、若戸大橋から来ている若戸出入口のランプウェイに合流する地点までが本道路に所属している。

## 沿革
- 1998年（平成10年）6月16日 - 計画路線に指定。
- 2001年（平成13年）10月18日 - 陸上トンネル部（若松側）工事着工。
- 2002年（平成14年）3月30日 - 起工式（国土交通省九州地方整備局）開催[12]。
- 2009年（平成21年）7月9日 - 北九州市の公共事業評価委員会で、2012年度に完成させる方針を正式表明した[13]。
- 2010年（平成22年）8月21日 - トンネルが貫通し、式典が行われた[14]。
- 2012年（平成24年）9月15日 - 開通。
- 2014年（平成26年）11月27日 - 2018年末までに無料化することが北九州市から発表される[15]。
- 2018年（平成30年）12月1日 - 若戸大橋と若戸トンネルが午前0時から無料化[1]。

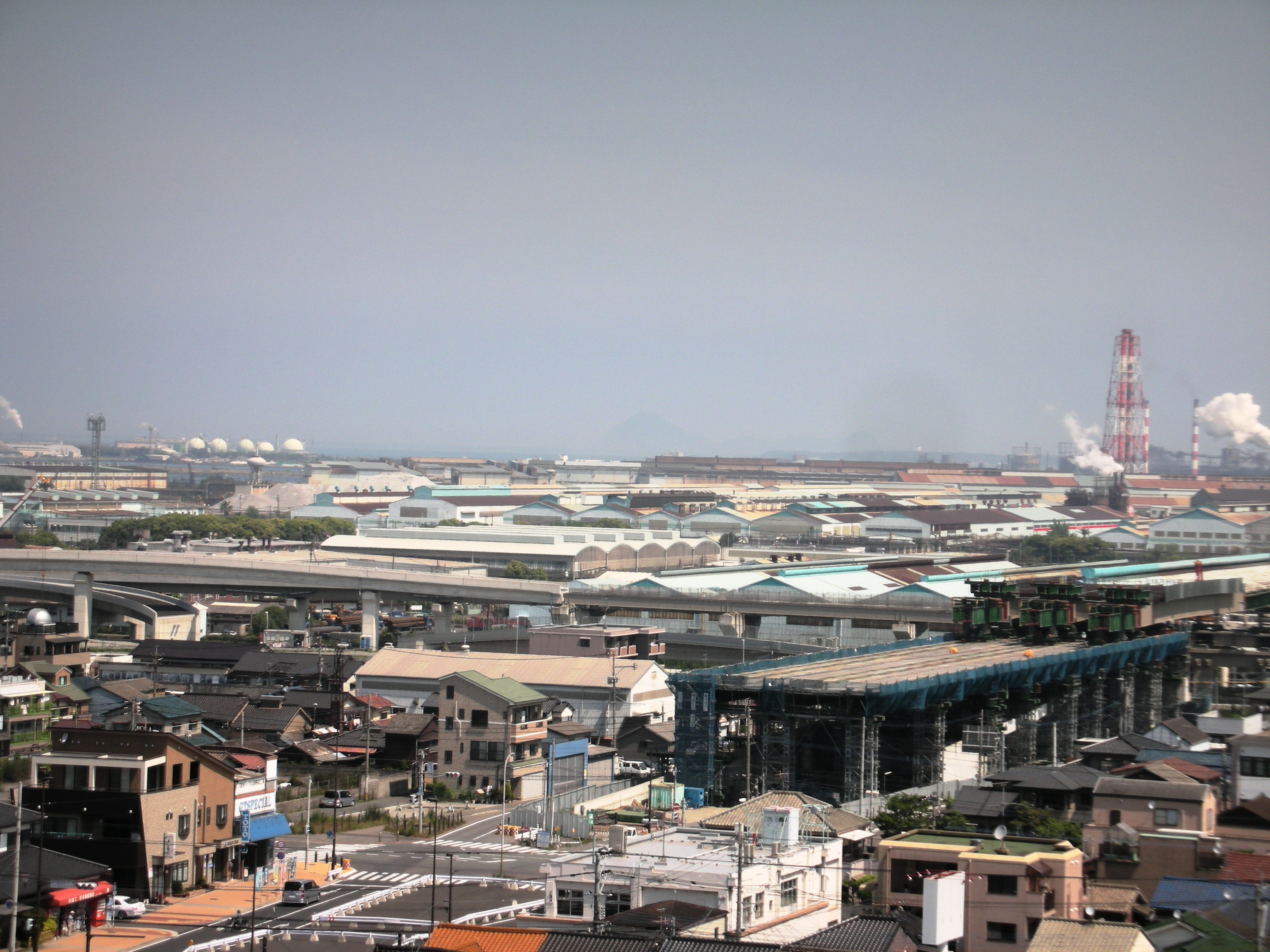
建設中の新若戸道路（戸畑側、2010年5月）
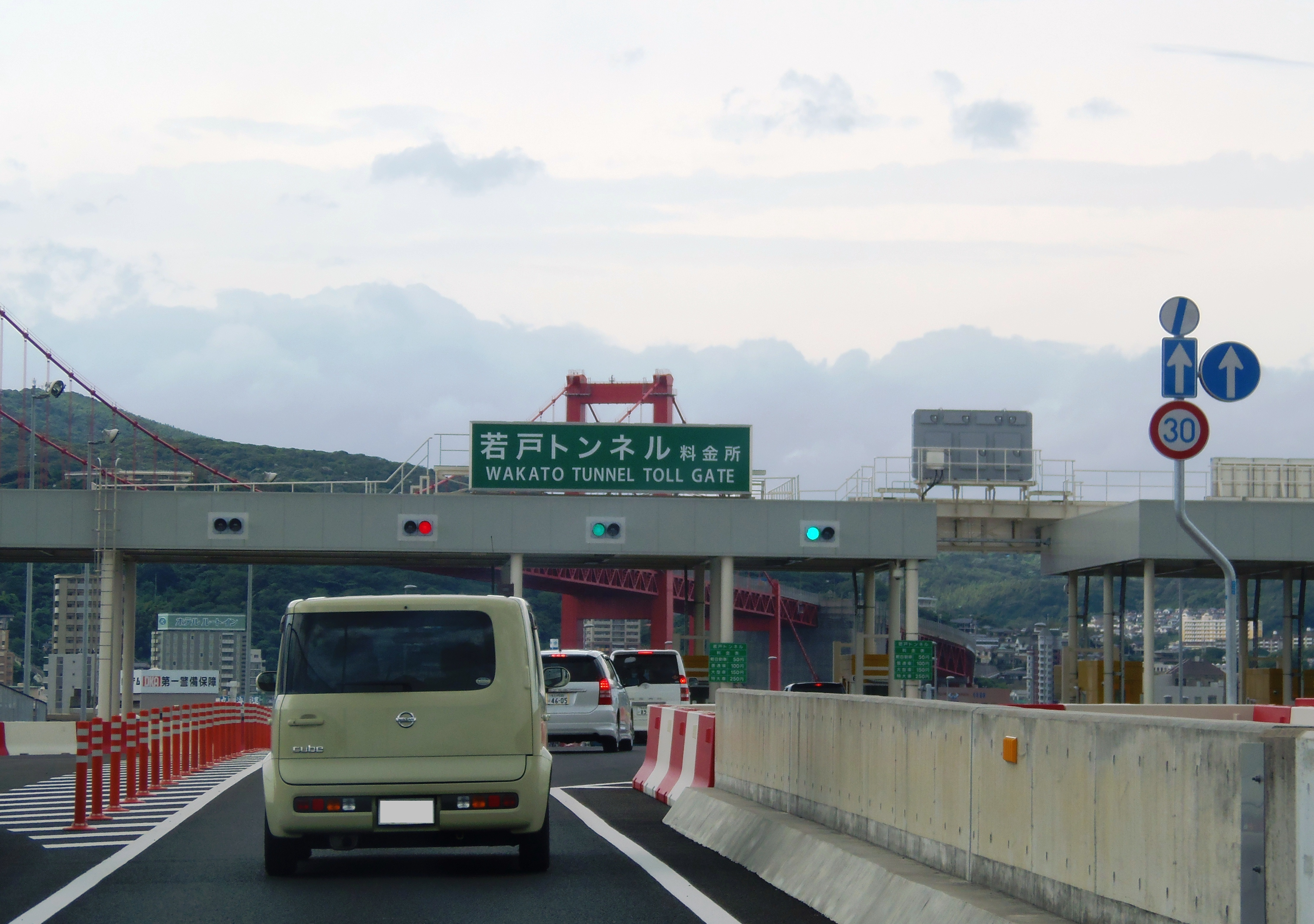
廃止前の若戸トンネル料金所（バックに若戸大橋が見える）

## 接続する道路
| 施設名                                             | 接続路線名                                                   | 起点から (km) | 備考                 | 所在地 |
| -------------------------------------------------- | ------------------------------------------------------------ | ------------- | -------------------- | ------ |
| 北浜出入口                                         | 国道495号                                                    |               |                      | 若松区 |
| 若戸トンネル                                       |                                                              |               | 長さ 776 m           | 若松区 |
| 若戸トンネル                                       | 戸畑区                                                       |               | 長さ 776 m           |        |
| 若戸トンネル料金所（2018年12月1日廃止） 川代出入口 | 都市計画道路戸畑枝光線（計画） 北九州高速2号線（若戸出入口） |               | 若戸大橋とは接続せず |        |
| 北九州市道川代中原東線                             |                                                              |               |                      |        |

## 参考
- 再評価結果（平成22年度事業継続箇所）事業名・地域高規格道路 新若戸道路 都市計画道路 響灘戸畑線 (PDF)  - 国土交通省都市・地域整備局 街路交通施設課、道路局有料道路課